# Aulacaspis projecta
Aulacaspis projecta är en insektsart som beskrevs av Sadao Takagi 1961. Aulacaspis projecta ingår i släktet Aulacaspis och familjen pansarsköldlöss. Inga underarter finns listade i Catalogue of Life.